# دوور (حوزه سرشماری)، ماساچوست

موقعیت دوور در شهرستان نورفک، ماساچوست

دوور (به انگلیسی: Dover) یک منطقهٔ مسکونی در ایالات متحده آمریکا است که در شهرستان نورفک، ماساچوست واقع شده‌است. دوور ۱۱٫۳ کیلومتر مربع مساحت و ۲٬۲۶۵ نفر جمعیت دارد و ۵۳ متر بالاتر از سطح دریا واقع شده‌است.